# آلاسکا (خواننده)
آلاسکا (اسپانیایی: Alaska‎؛ زادهٔ ۱۳ ژوئن ۱۹۶۳) خواننده، موسیقی‌دان و بازیگر اهل اسپانیا است.
از فیلم‌ها یا برنامه‌های تلویزیونی که وی در آن نقش داشته‌است می‌توان به پپی، لوسی، بوم، کیسه هوا اشاره کرد.